# How Europe Underdeveloped Africa
How Europe Underdeveloped Africa è il più celebre saggio dello storico guyanese Walter Rodney, e una delle più note e influenti opere della letteratura anticolonialista di stampo marxista.
Pubblicato nel 1972, il saggio fu il primo a denunciare e documentare organicamente la responsabilità delle potenze coloniali europee nel sottosviluppo dell'Africa del XX secolo, sviluppando la tesi che l'esistenza stessa del cosiddetto Terzo Mondo sia una diretta conseguenza della politica europea di sfruttamento delle colonie.
Rodney suggerisce per i paesi africani (e in generale per i paesi sottosviluppati o in via di sviluppo) una soluzione socialista (nella prefazione, la Tanzania di Julius Nyerere viene citata come modello).
Sebbene alcune tesi di How Europe Underdeveloped Africa siano oggi considerate sorpassate o eccessivamente semplicistiche, il testo rimane un importante riferimento nel dibattito storico e politico sulla storia coloniale e postcoloniale dell'Africa.

## Edizioni
- 1972, Bogle-L'Ouverture Publications (ISBN 0-9501546-4-4)
- 1974, Howard University Press (ISBN 0-88258-013-2)
- 1981, Howard University Press (ISBN 0-88258-096-5)
- 1982, Howard University Press (ISBN 0-88258-105-8)